# Папа Бенедикт XVI
Папа Бенедикт XVI (званично латинско име Benedictus PP. XVI, световно име Јозеф Алојз Рацингер (лат. Iosephus Aloisius Ratzinger)), 16. априла 1927 — 31. децембар 2022)  био је 265. поглавар Католичке цркве и владар Ватикана.
Он је најстарији кардинал именован за папу од Климента XII (изабран 1730), који је и сам имао 78 година, а такође је и први Немац на престолу Светог Петра од Виктора II (понтификат: 1055—1057). Он је шеснаести папа који је одабрао име Бенедикт; претходни, Бенедикт XV је био папа од 1914. до 1922. године.
Бенедикт XVI се 28. фебруара 2013. године повукао са места поглавара Католичке цркве, како је и најавио 11. фебруара.

## Биографија
Јозеф Алојз Рацингер је рођен у Марктлу на Ину у Баварској, у сељачкој породици, осим оца, који је био полицијски официр. Године 1937. отац му се пензионисао и преселио у Траунштајн. Са навршених 14 година, 1941. је приступио Хитлерјугенду што је била законска обавеза. Међутим, није био посебно активан. Са целим разредом 1943. је регрутован у против-ваздушну одбрану одговорну за BMW фабрику крај Минхена. Након тога је био на обуци и послат је у Мађарску, где је био у антитенковској дивизији до новембра 1944.
Дезертирао је крајем априла или почетком маја 1945. Био у Савезничком логору за ратне заробљенике где је похађао де-нацифицирајућа предавања. У јуну исте године је пуштен и заједно са братом Георгом се уписао на католички семинар. Заређен је 29. јуна 1951. у Минхену.
Рацингер је био професор на Универзитету у Бону од 1959. до 1963, када је прешао на Универзитет у Минстеру. Године 1966. преузео је катедру за догматску теологију на Универзитету у Тибингену, а 1969. се враћа у Баварску, на Универзитет у Регенсбургу.
На другом ватиканском сабору (1962—1965) Рацингер је био peritus (главни теолошки експерт) кардиналу Јозефу Фрингсу из Келна.
Године 1972. је основао теолошки часопис (Communio) са Хансом Урсом фон Балтазаром, Анријем де Лубаком и другима. Овај часопис излази и данас у седамнаест издања (на немачком, енглеском, шпанском и другим језицима) и један је од најутицајнијих часописа католичке мисли.
Марта 1977, Рацингер је именован надбискупом Минхена и Фрајзингам, а јуна исте године га је на конзисторији именовао кардиналом папа Павле VI. До Конклаве 2005. је био један од само 14 преосталих кардинала које је именовао Павле VI и један од само 3 млађа од 80 година који су могли да учествују у избору папе.
Папа Јован Павле II га 25. новембра 1981. именује префектом Конгрегације за Доктрину Вере, која је до 1908, када ју је преименовао папа Пије X, носила име Света Служба Инквизиције.
Напустио је минхенску надбискупију 1982, а 1993. је постао кардинал-бискуп Велетри-Сењија (Velletri-Segni), вице-Декан Колегијума Кардинала 1998, а изабран је за Декана Колегијума Кардинала 2002. Био је један од најближих сарадника претходног папе, а водио је и његову сахрану. Председавао је Папском Конклавом 2005. године која га је и изабрала за папу.
Говорио је десет језика (немачки, италијански, енглески, латински...) и носилац је седам почасних доктората. Добар је пијаниста и највише воли Бетовена.

## Избор за папу
Рацингер је сматран десном руком Јована Павла II и током његове болести је извршавао многе послове вође Католичке цркве.
Његов избор за понтифа није био тако сигуран. Често је био случај да они кардинали за које се сматра да имају највеће шансе да буду изабрани за будућег папу не успеју да освоје довољан број гласова. Но, у овом случају, испоставило се да су претпоставке тачне.
Изабран је за папу на Конклави која је започела 18. априла 2005. и трајала мање од 24 часа. Изабран је у четвртом гласању. Након прихватања папске функције, одабрао је себи име Бенедикт XVI.
Вест о избору новог папе је саопштио кардинал речима:

.
Објављујем Вам велику радост; имамо Папу:
Најузвишенијег и најпреданијег Господина, Господина Јозефа Свете Римске Цркве кардинала Рацингера који себи узе име Бенедикт XVI.
При првом појављивању на балкону Базилике Светог Петра је примећено да испод папске одоре носи црни џемпер који је имао на Конклави и који је очигледно заборавио да скине.
Његово прво обраћање Граду и Свету (Urbi et Orbi) је било:
Драга браћо и сестре, након великог папе Јована Павла II, кардинали су изабрали мене, простог, скромног делатника у Господњем винограду. Утешен сам чињеницом да Господ зна радити и чинити чак и са незадовољавајућим алаткама. И надасве, поверавам се вашим молитвама. Са радошћу ускрслога Господа и вере у његову сталну помоћ, напредоваћемо. Господ ће нам помоћи, а Марија, његова пресвета мајка, биће уз нас. Хвала вам.